# محمد نايف الدليمي
محمد نايف الدليمي (1365 - 1434 هـ / 1943 - 2012 م) هو أديب من أهل الموصل.
هو محمد نايف محمد صالح الدليمي. ولد بالموصل سنة 1365 هـ / 1944 م وتخرج من الإعدادية المركزية بالموصل سنة 1963 م، دخل كلية الشريعة في جامعة بغداد، وحصل على شهادة البكالوريوس في الآداب والشريعة الإسلامية سنة 1967 م. توفي في الحادي والعشرين من تشرين الثاني سنة 2012 م.

## آثاره

### النصوص المحققة
- شعر إبن ميادة - مطبعة الجمهور، الموصل 1970 م.
- ديوان ذي الاصبع العدواني - مطبعة الجمهور، الموصل 1973 م.
- ديوان الموشحات الموصلية - دار الكتب/جامعة الموصل، الموصل 1975 م.
- شعر مطرود بن كعب الخزاعي - مجلة البلاغ (تصدر في الكاظمية)، بغداد 1977 م.
- شعر موسى بن يسار المدني - مجلة البلاغ (تصدر في الكاظمية)، بغداد 1978 م.
- شعر العجير بن عبد الله السلولي - مجلة المورد، بغداد 1979 م.
- شعر ابي الطمحان القيني - مجلة المورد، بغداد 1988 م.
- جمهرة وصايا العرب (ثلاثة أجزاء) - دار النضال للطباعة والنشر، بيروت 1991 م.

### المخطوطات المحققة
- المختار من شعر ابن دانيال الموصلي - دار الكتب/جامعة الموصل، الموصل 1979 م.
- التبيين في أنساب القرشيين لابن قدامة المقدسي - الطبعة الأولى على نفقة المجمع العلمي العراقي - طبعة دار الكتب/جامعة الموصل والطبعة الثانية - عالم الكتب للطباعة والنشر، بيروت 1982 م.
- مسالك الأبصار في ممالك الأمصار لابن فضل الله العمري (جزآن) - عالم الكتب، بيروت 1988 م.
- ضواري الطير للغطريف بن قدامة الغساني - نشر بالاشتراك، دار آفاق، بغداد 1990 م.
- قلائد الجمان في فرائد شعراء هذا الزمان لابن الشعار الموصلي (الجزء الثالث) - نشر بالاشتراك، دار الكتب/جامعة الموصل، الموصل 1992 م.
- الأنواء والأزمنة ومعرفة أعيان الكواكب في النجوم لعبد الله بن عاصم الثقفي - نشر بالاشتراك، دار الجدبل للطباعة والنشر، بيروت 1992 م.
- ألفاظ النوء في اللغة والقرآن الكريم / دراسة دلالية - رسالة ماجستير مقدمة إلى كلية التربية للبنات، جامعة تكريت 1995 م.
- ألفاظ الرياح والسحاب والمطر / دراسة دلالية - أطروحة دكتوراه مقدمة إلى كلية الآداب، جامعة الموصل 1999 م.
- الأزمنة والأمكنة للمرزوقي (مجلدان) - عالم الكتب، بيروت 2000 م.
- التفهيم لأوائل صناعة التنجيم لأبي الريحان البيروني - طبع بالاشتراك، الأردن 2004 م.[2]